# Graeme Armstrong
Pour les articles homonymes, voir Armstrong.
Graeme Armstrong est un footballeur puis entraîneur écossais, né le 23 juin 1956 à Édimbourg. Évoluant au poste d'arrière droit ou d'ailier droit, il est principalement connu pour ses saisons à Meadowbank Thistle, Stirling Albion et Stenhousemuir, club qu'il a aussi entraîné.
Il est célèbre pour détenir le record du plus grand nombre de matches joués en Scottish Football League, avec un total de 910 matches de championnat, au cours d'une carrière qui s'étale sur 26 saisons.

## Biographie

### Carrière de joueur
Natif d'Édimbourg, il commence sa carrière en jouant dans des clubs non league avant d'effectuer un essai à Meadowbank Thistle en 1975, puis de s'engager pour Stirling Albion et d'y jouer son premier match le 26 avril 1975.
Surnommé Louis, en référence au fameux trompettiste homonyme, il passe 6 saisons et joue 204 matches de championnat avec les Yo Yo's avant d'être transféré à Berwick Rangers où il passe deux saisons.
Il rejoint ensuite Meadowbank Thistle pour y passer 10 saisons et y jouer 353 matches de championnat. En 1992, il s'engage pour Stenhousemuir où il reste 8 saisons, la dernière en tant que joueur-entraîneur.
Sous sa direction, le club obtient la promotion en Second Division mais il est renvoyé dès la saison suivante alors que Stenny lutte pour le maintien. Il rejoint alors Alloa Athletic en tant qu'entraîneur adjoint. Il prend toutefois soin de s'enregistrer aussi avec une licence de joueur, ce qui lui permet de jouer une fois pour les Wasps, à l'âge de 44 ans. Cette rencontre est l'occasion de jouer son 910e match de Scottish Football League, ce qui constitue un record.
En 2005, il est élu Meilleur joueur de tous les temps de Stenhousemuir, à la suite d'un sondage réalisé par l'émission de télévision de la BBC, Football Focus (en).

### Carrière d'entraîneur
Après avoir pris sa retraite de joueur après la saison 2000-01, il reste entraîneur adjoint d'Alloa Athletic jusqu'en janvier 2003.
En 2005, il devient l'entraîneur du club non league de Newtongrange Star (en), poste qu'il quittera le 8 avril 2011, après 6 saisons.